# Caiac polo

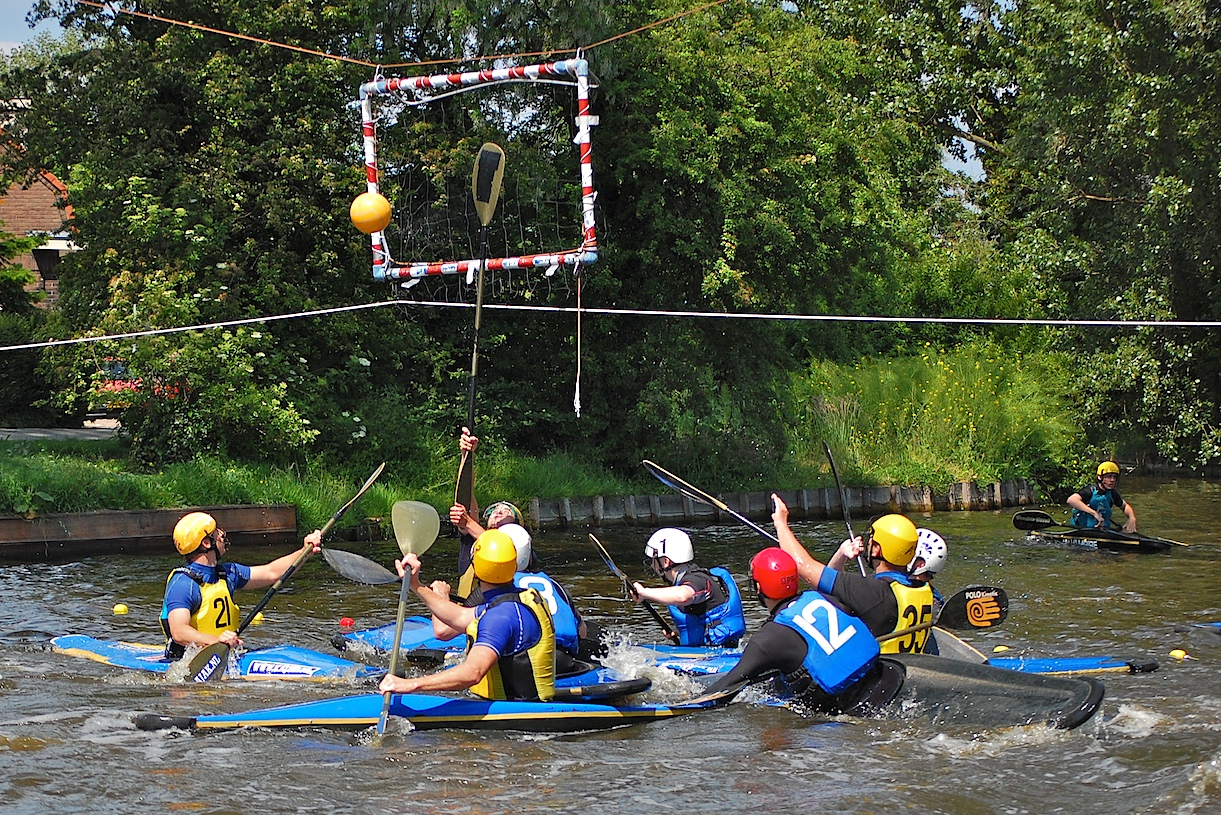
Caiac polo

El caiac polo (de caiac, tipus de piragua i polo, sufix per definir jocs de punts amb porteries) és un esport col·lectiu i de contacte que és pràctica sobre piragua. L'objectiu és aconseguir introduir la pilota a la porteria de l'equip contrari i evitar que l'altre equip la introdueixi en la teva.

## Història
El caiac polo té el seu origen a Gran Bretanya als anys 60, després es va fer famós per Alemanya, Itàlia, Països Baixos, Suècia, Bèlgica, Finlàndia, Hongria, Austràlia, Hong-kong, Malàisia i l'Estat espanyol, on fou introduït per Javier Rodríguez. Aquest corrent comença a avançar perquè és un esport de cos a cos i vistós; actualment es troba en un procés d'expansió des de l'esport base. Les accions que s'estan duent a terme estan enfocades a augmentar la seua popularitat entre els més joves fent promocions tant a escoles com a clubs de natació i aquàtics.

## Regles del joc
- Jugadors: Participen dos equips de 8 jugadors (5 dins el terreny de joc i 3 que no juguen en aquell moment), cadascun en un caiac aproximadament de 3 metres de llarg.
- Temps de joc: Cada partit té una durada de 20 minuts, el qual es divideix en dues parts de 10 minuts. Els equips intercanvien el camp entre cada temps. Cada temps comença amb un sprint en el qual cada equip es col·loca sobre la seva línia de porteria i la pilota és llançada en la meitat dels camps per l'àrbitre. Un jugador de cada equip paleja per aconseguir la possessió de la pilota. El partit és controlat per dos àrbitres (un a cada extrem del camp) que solen estar drets a la vora, fora de l'aigua.
- Terreny de joc: El terreny de joc és una àrea d'uns 35x23m de superfície i de mínim 0.90m de fondària. Es juga tant en piscines cobertes com d'exteriors i les vores d'aquests es marquen mitjançant línies de petites boies o amb cintes de diferenciar els carrers a les piscines.
- Porteries: Les porteries fan 1 x 1.5 m, són un marc amb una xarxa, i estan suspeses a dos metres sobre la superfície de l'aigua. El jugador que fa de porter, defensa la meta amb la seva pala aixecant-la verticalment. Hi ha regles especials en relació al porter, com la prohibició de contacte amb ell per part de l'equip contrari.
- Pilota: És una pilota de waterpolo. Es passa de mà a mà entre els jugadors, a més a més de permetre-se'n el maneig amb la pala. Es permet empènyer a un jugador si té la pilota i tan sols es pot tenir la possessió d'aquesta durant cinc segons. Els jugadors poden dur la pilota llançant-la a l'aigua per davant d'ells.